# David Moyo
David Philani Moyo (Harare, 17 dicembre 1994) è un calciatore zimbabwese, attaccante dell'Alfreton Town.

## Carriera

### Club
Ha giocato nella quarta divisione inglese nel Northampton Town, e successivamente con vari club semiprofessionistici in National League South (sesta divisione), a partire dalla parte finale della stagione 2014-2015. Nell'estate del 2019 si è trasferito all'Hamilton Academical, club della prima divisione scozzese, dove rimane anche nella stagione 2020-2021. Nella stagione 2021-2022, dopo complessive 5 reti in 53 presenze nella prima divisione scozzese, gioca in seconda divisione sempre con il medesimo club, con cui in questa categoria gioca 29 partite e mette a segno 8 reti. Nell'estate del 2022 si trasferisce al Barrow, club della quarta divisione inglese.

### Nazionale
Nel 2014 ha giocato una partita amichevole in nazionale (la partita amichevole persa per 2-1 sul campo del Marocco del 16 novembre); è tornato a vestire la maglia della nazionale nel 2020, disputandovi ulteriori 2 partite, alle quali ha aggiunto poi altre 2 presenze (entrambe in incontri di qualificazione ai Mondiali del 2022) nel 2021. Successivamente, è stato anche convocato per la Coppa delle nazioni africane 2021, che la sua nazionale conclude con un'eliminazione dopo la fase a gironi e nella quale Moyo non scende mai in campo.

## Palmarès

### Club

#### Competizioni regionali
- Northamptonshire Senior Cup: 1

Brackley Town: 2014-2015